# J. Hillis Miller
Joseph Hillis Miller Jr., född 5 mars 1928 i Newport News, Virginia, död 7 februari 2021 i Sedgwick, Maine, var en amerikansk litteraturkritiker och filosof. Han var professor i engelsk och komparativ litteraturvetenskap vid University of California i Irvine. Han var även för en tid ordförande för Modern Language Association of America.

## Biografi
J. Hillis Miller var son till J. Hillis Miller Sr., professor i psykologi, och Nell Martin. J. Hillis Miller avlade doktorsexamen vid Harvard University 1952 med avhandlingen The Symbolic Imagery of Charles Dickens.
Under 1950-talet undervisade Miller vid Johns Hopkins University. Han var influerad av Georges Poulet och Genèveskolan. Vid denna tid lärde Miller känna Paul de Man och Jacques Derrida. År 1972 började Miller att undervisa vid Yale University och kom att bilda Yaleskolan med bland andra Paul de Man, Derrida och Geoffrey Hartman. I sin forskning fokuserade Miller särskilt på viktoriansk litteratur och modernismens litteratur.

## Dekonstruktion
Miller tillhörde Yaleskolan som använde sig av dekonstruktion för att göra kopplingar mellan en litterär text och dess förmenta betydelser. Enligt dekonstruktionen har en viss text underliggande kopplingar till andra texter. Miller tillämpade dekonstruktionens metod på en rad amerikanska och brittiska verk; sin forskning publicerade han bland annat i The Form of Victorian Fiction.